# Lijst van parken en reservaten in Zuid-Australië
Onderstaande parken en reservaten in Zuid-Australië worden beheerd door National Parks and Wildlife South Australia.

## Nationale Parken
B

Belair
C

Coffin Bay -- Coorong
F

Flinders Chase -- Flinders Ranges
G

Gammon Ranges -- Gawler Ranges
I

Innes
L

Lake Eyre – Lake Gairdner -- Lake Torrens -- Lincoln
M

Mount Remarkable -- Murray River
N

Naracoorte Caves -- Nullarbor
O

Onkaparinga River
W

Witjira